# Joseph Brier
Joseph « Joe » Brier, né le 16 mars 1999, est un athlète britannique, spécialiste du 400 mètres.

## Biographie
Il s'ilustre dans l'épreuve du relais 4 × 400 m en remportant la médaille de bronze des championnats du monde juniors 2018, la médaille d'argent des championnats d'Europe espoirs 2019, la médaille de bronze des championnats d'Europe en salle 2021.
En 2022, lors des championnats d'Europe de Munich, il devient champion d'Europe du 4 × 400 m après avoir pris part aux séries. 

## Palmarès
| Date | Compétition                    | Lieu     | Résultat | Épreuve   | Temps                    |
| ---- | ------------------------------ | -------- | -------- | --------- | ------------------------ |
| 2018 | Championnats du monde juniors  | Tampere  | 3e       | 4 x 400 m | 3 min 5 s 64             |
| 2019 | Championnats d'Europe en salle | Glasgow  | 5e       | 4 x 400 m | 3 min 8 s 48             |
| 2019 | Championnats d'Europe espoirs  | Gävle    | 2e       | 4 x 400 m | 3 min 4 s 59             |
| 2021 | Championnats d'Europe en salle | Toruń    | 3e       | 4 x 400 m | 3 min 6 s 70             |
| 2022 | Championnats d'Europe          | Munich   | 1er      | 4 x 400 m | Participation aux séries |
| 2023 | Championnats d'Europe en salle | Istanbul | 5e       | 4 x 400 m | 3 min 8 s 61             |

## Records
| Épreuve | Temps   | Lieu   | Date         |
| ------- | ------- | ------ | ------------ |
| 400 m   | 45 s 54 | Genève | 10 juin 2023 |